# Valdemars slott
Valdemars slott är ett slott på ön Tåsinge i Svendborgs kommun i Danmark.
Det ritades av arkitekt Hans van Stednwinckel åt kung Christian IV som lät bygga slottet åt sin son
Valdemar Christian mellan 1639 och 1644. Kærstrup, en medeltidsborg i närheten, revs och användes som byggnadsmaterial. Slottet skadades allvarligt under krigen mot Sverige 1657–1660.
Ön Tåsinge och slottet övertogs av 
amiral Niels Juel 1677, delvis som kunglig belöning efter   slaget vid Köge bukt. Han renoverade renässansslottet 1678–1682 och 1754–1755 lät hans barnbarn Niels Juel d.y. bygga om det i barockstil. Valdemars slott, som kulturskyddades 1918, ägs fortfarande av familjen Juel. Flera andra byggnader på området är också kulturskyddade.
Slottet består av en huvudbyggnad med två sidobyggnader och ligger vid en konstgjord sjö. I huvudbyggnaden  finns ett slotts- och  herrgårdsmuseum med 21 rum och salar fyllda med antikviteter och andra föremål. Takvåningen rymmer ett av Europas största jakt- och trofémuseer.